# Yael Naim
Yael Naim (* 6. Februar 1978 in Paris; französische Schreibweise auch Yael Naïm oder Yaël Naïm; hebräisch יעל נעים = yaʿel naʿīm) ist eine französisch-israelische Sängerin und Songschreiberin.

## Biografie
Naim wurde als Tochter tunesisch-jüdischer Eltern in Frankreich geboren. Im Alter von vier Jahren zog sie mit ihrer Familie in die israelische Stadt Ramat haScharon in der Nähe von Tel Aviv, wo sie aufwuchs. Während der ersten Schuljahre begann sie sich für das Klavier zu interessieren und lernte Klavierspielen. Mit zwölf Jahren entdeckte sie die Musik der Beatles für sich und fing an, eigene Lieder zu komponieren. Später lernte sie auch noch Gitarre.
Mit 18 traf Yael Naim in einem Tel Aviver Jazz-Club Musiker von Wynton Marsalis und trat mehrmals mit ihnen zusammen auf. Während ihres zweijährigen Wehrdiensts in der israelischen Armee war sie Solistin im Orchester der Israelischen Luftstreitkräfte. Danach tourte sie als Musikerin mit der Band The Anti Collision durch Israel.
Als sie 2000 an einem Wohltätigkeitskonzert in Paris teilnahm, wurde sie von der Plattenfirma EMI entdeckt und unter Vertrag genommen. Ihr Debütalbum In A Man’s Womb erschien ein Jahr später. Aber obwohl sie beim französischen Publikum durch eine Rolle im erfolgreichen Musical Les dix commandements (Die zehn Gebote) von Pascal Obispo, die sie zweieinhalb Jahre lang spielte, zusätzliche Bekanntheit erlangte, floppte das Album und warf sie erst einmal zurück.
Ab 2004 sang sie in einem weiteren Musical, Spartacus le gladiateur (Spartacus der Gladiator). Des Weiteren begann ihre Zusammenarbeit mit dem Perkussionisten und Produzenten David Donatien. Über zwei Jahre entwickelte sie ihren Stil weiter und arbeitete an ihrem zweiten, nach ihr selbst benannten Album, das 2007 bei Tôt ou tard/Warner erschien. Darauf singt sie sowohl in Englisch als auch in Hebräisch und Französisch. Diesmal bekam Naim Lob von der Musikkritik, und besonders ihre Version des Britney-Spears-Songs Toxic erregte Aufmerksamkeit. Das Album stieg im Oktober auf Platz 11 der französischen Charts ein und auch in Belgien und der Schweiz kam sie in die Albumcharts.
Anfang 2008 fand dann eines der Albumlieder, New Soul, Verwendung in der Werbung für ein neues Notebook-Modell von Apple, das Apple MacBook Air. Durch die häufige Wiederholung in den Fernsehspots wurde das Lied so populär, dass es Anfang Februar auf Anhieb in die Top 10 der Billboard Hot 100 und in viele weitere Charts weltweit einstieg.
Yael Naim ist mit David Donatien verheiratet.

## Auszeichnungen
- 2008: Gewinnerin bei den Victoires de la Musique in der Kategorie "L’album de Musiques du Monde de l’année"
- 2011: Gewinnerin bei den Victoires de la Musique in der Kategorie Artiste féminine de l’année
- 2016: Gewinnerin bei den Victoires de la Musique in der Kategorie Artiste féminine de l’année

## Diskografie
Alben
- 2001: In a Man’s Womb
- 2007: Yael Naim
- 2010: She Was a Boy (mit David Donatien)
- 2015: Older
- 2020: Nightsongs

Singles
- 2007: Toxic
- 2008: New Soul
- 2008: Too Long
- 2010: Go to the River
- 2015: Dream in My Head

## Auszeichnungen für Musikverkäufe
| Goldene Schallplatte - Belgien - 2008: für das Album Yael Naim - 2008: für die Single New Soul |

Anmerkung: Auszeichnungen in Ländern aus den Charttabellen bzw. Chartboxen sind in ebendiesen zu finden.
| Land/RegionAuszeichnungen für Musikverkäufe (Land/Region, Auszeichnungen, Verkäufe, Quellen) | Gold     | Platin | Verkäufe | Quellen      |
| -------------------------------------------------------------------------------------------- | -------- | ------ | -------- | ------------ |
| Belgien (BRMA)                                                                               | 2× Gold2 | —      | 30.000   | ultratop.be  |
| Schweiz (IFPI)                                                                               | Gold1    | —      | 15.000   | hitparade.ch |
| Vereinigte Staaten (RIAA)                                                                    | Gold1    | —      | 500.000  | riaa.com     |
| Insgesamt                                                                                    | 4× Gold4 | —      |          |              |